# Propulsor azimutal

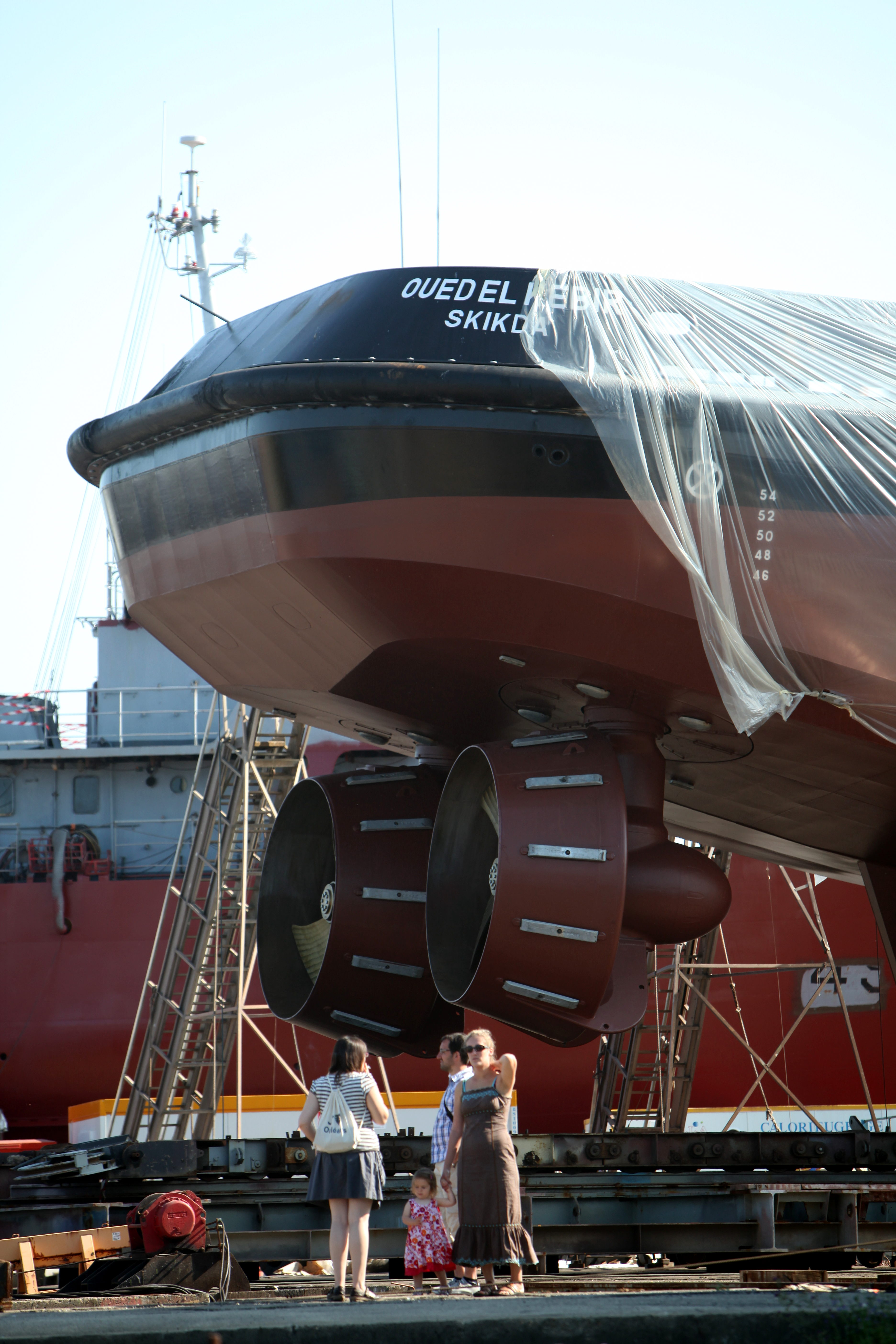
Propulsors azimutals del remolcador Oued el Kebir. Unes toveres Kort recobreixen les hèlixs.

Un propulsor azimutal consisteix en una hèlix que pot orientar el seu impuls girant al voltant d'un eix vertical. Aquest gir és complet (360°) el que millora la maniobrabilitat fent fins i tot innecessari el timó. Part dels mecanismes necessaris per al funcionament estan tancats en una gòndola, davant o darrere de l'hèlix. És similar a la llanxes forabord però amb major possibilitat de gir i més grans
Aquests propulsors poden girar sense necessitat d'una línia d'eixos rígida, sinó amb un motor elèctric acoblat perpendicularment al propulsor en un contenidor (pod), que és alimentat per un alternador situat a la sala de màquines. Remolcadors, vaixells offshore, vaixells de creuer, ferris i alguns altres tipus de vaixells, i especialment els que han de maniobrar molt, són els que més incorporen en l'actualitat aquest tipus de propulsió.
Hi ha dos tipus d'aplicació, els remolcadors i els vaixells offshore (de subministrament a plataformes, stand-by, ....).
En els remolcadors de tipus ASD (Azimuth Stern Drive), l'ús del propulsor azimutal s'empra per a acoblar un motor dièsel mitjançant una línia d'eixos amb dos eixos cardan, un a cada extrem, ja que el propulsor i el motor estan a diferent altura.
En remolcadors de tipus Tracor, en estar el motor i el propulsor a la mateixa altura, aquests s'acoblen directament mitjançant un eix sense necessitat d'eixos cardan.

## Tipus

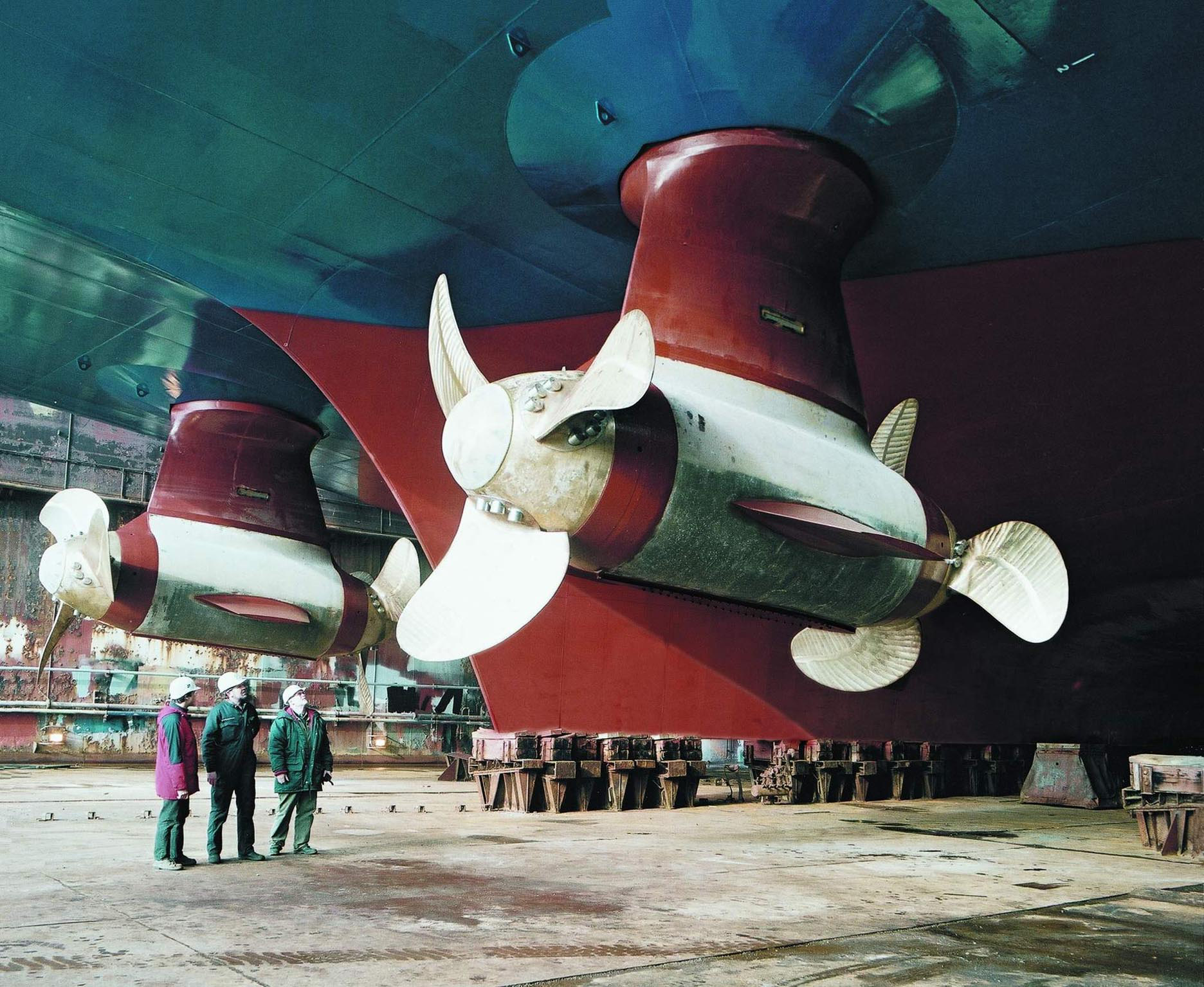
Impulsors azimutals de doble hèlix Siemens Schottel

Existeixen dues variants principals, basats en el tipus de transmissió que està condicionada per la localització del motor:
1. Transmissió mecànica, on un motor a l'interior del vaixell està connectat a la unitat per engranatges. El motor pot ser dièsel o elèctric. Segons la configuració mecànica de la transmissió es divideixen en L-drive i Z-drive. Una hèlix de L-drive té un eix d'accionament vertical i un eix de sortida horitzontal units per un joc d'engranatges en angle recte. Un propulsor Z-drive té un eix horitzontal d'entrada, un eix vertical a la columna giratòria i un eix de sortida horitzontal amb dos jocs d'engranatges en angle recte unint els eixos.
2. Transmissió elèctrica, on un motor elèctric està en la mateixa góndola, connectat directament a l'hèlix sense engranatges entremig. L'electricitat la produeix un motor a bord del vaixell, generalment diésel o turbina de gas. Inventat el 1955 per FW Pleuger i F. Busmann (Pleuger Unterwasserpumpen GmbH). Però va ser l'Azipod d'ABB el primer producte amb aquesta tecnologia.

Els propulsors azimutals de transmissió mecànica poden ser fixos, retràctils o muntats sota l'aigua. Poden tenir hèlixs de pas fix (FPP) o hèlixs de pas variable (CPP). Els propulsors fixos s'utilitzen per a remolcadors, transbordadors i vaixells de proveïment. Els propulsors retràctils s'utilitzen com a propulsió auxiliar per a posicionament dinàmic (DP) de vaixells i de propulsió per a vaixells militars. Propulsors Underwater Mountable s'utilitzen com a sistema de propulsió de posicionament dinàmic per als vaixells de grans dimensions, tals com a plataformes de perforació semi-submergibles.

## Història
L'inventor anglès Francis Ronalds va descriure el 1859, el que va anomenar com "timó propulsor" que combinava els mecanismes de propulsió i direcció d'un vaixell en un sol aparell. L'hèlix es col·locava en un marc amb un perfil exterior similar a un timó que estava unit a un eix vertical que permetia que el dispositiu girés sobre aquest eix mentre es transmetia la propulsió a l'hèlix.
En la dècada de 1950 diversos fabricants d'hèlixs van intentar solucions que proporcionen una millor maniobrabilitat i fàcil girs sobre l'eix. La primera propulsió azimutal va ser concebuda en 1955 per FW Pleuger i Busmann Friedrich (empresa Pleuger Unterwasserpumpen GmbH, Hamburg - avui Flowserve Hamburg GmbH) com el desenvolupament d'un timó actiu. Es va patentar (patent 2.714.866 de l'Oficina de Patents dels Estats Units l'agost de 1955), però, era massa avançat per al seu temps i no es va arribar a construir. Les empreses pioneres en el desenvolupament de la propulsió azimutal van ser l'alemanya Schottel i la finlandesa Wärtsilä en la navegació comercial i Volvo Penta en la navegació d'esbarjo. El propulsor azimutal utilitzant la transmissió Z-drive va ser inventat el 1950 per Joseph Becker fundador de Schottel a Alemanya. Les primeres aplicacions es va produir en la dècada de 1960 sota el nom de la marca Schottel i es coneix com a Propulsor Azimutal des de llavors.
El 2004, Joseph Becker, va rebre a títol pòstum, el Premi Elmer A.Sperry per aquesta invenció com una important contribució a la millora del transport a tot el món. Però per la mateixa època que Becker treballava en el seu invent, la drassana Hollming Oy en Rauma, Finlàndia, va fabricar un dispositiu que va anomenar Aqua Master. L'empresa noruega Ulstein As també estava treballant en aquest disseny. Llavors Hollming va decidir vendre el seu negoci de construcció naval, cedint els drets del seu Aquamaster a Ulstein As, que al seu torn es va fusionar amb la britànica Rolls-Royce plc. Més tard, la filial de ABB, també amb seu a Finlàndia, va desenvolupar l'hèlix Azipod, amb el motor situat en la mateixa góndola. Aquest tipus de propulsió fou patentat per primera vegada el 1955 per Pleuger d'Alemanya.
A tot el món hi ha al voltant de sis fabricants de renom. Aquests inclouen la sueco-suïssa ABB amb l'Azipod ®, la britànica Rolls-Royce plc i la seva góndola Mermaid ® o el conglomerat alemany Siemens en cooperació amb Spay situat, des de 1997, a la drassana Koblenz Schottel ,SSP (Propulsors Siemens Schottel) per desenvolupar, produir i comercialitzar equips, amb unitats d'una potència de fins a 20 megawatts, entrant dins la classe de rendiment superior. Volvo Penta anomena els seus sistemes Azipod IPS i Braunschweig/Mercury el va anomenar Cobra. Com s'ha vist anteriorment, cada drassana/fabricant de motors dona al seu sistema góndola d'hèlix un nom propi, sovint amb marques i dissenys patentats.

## Avantatges

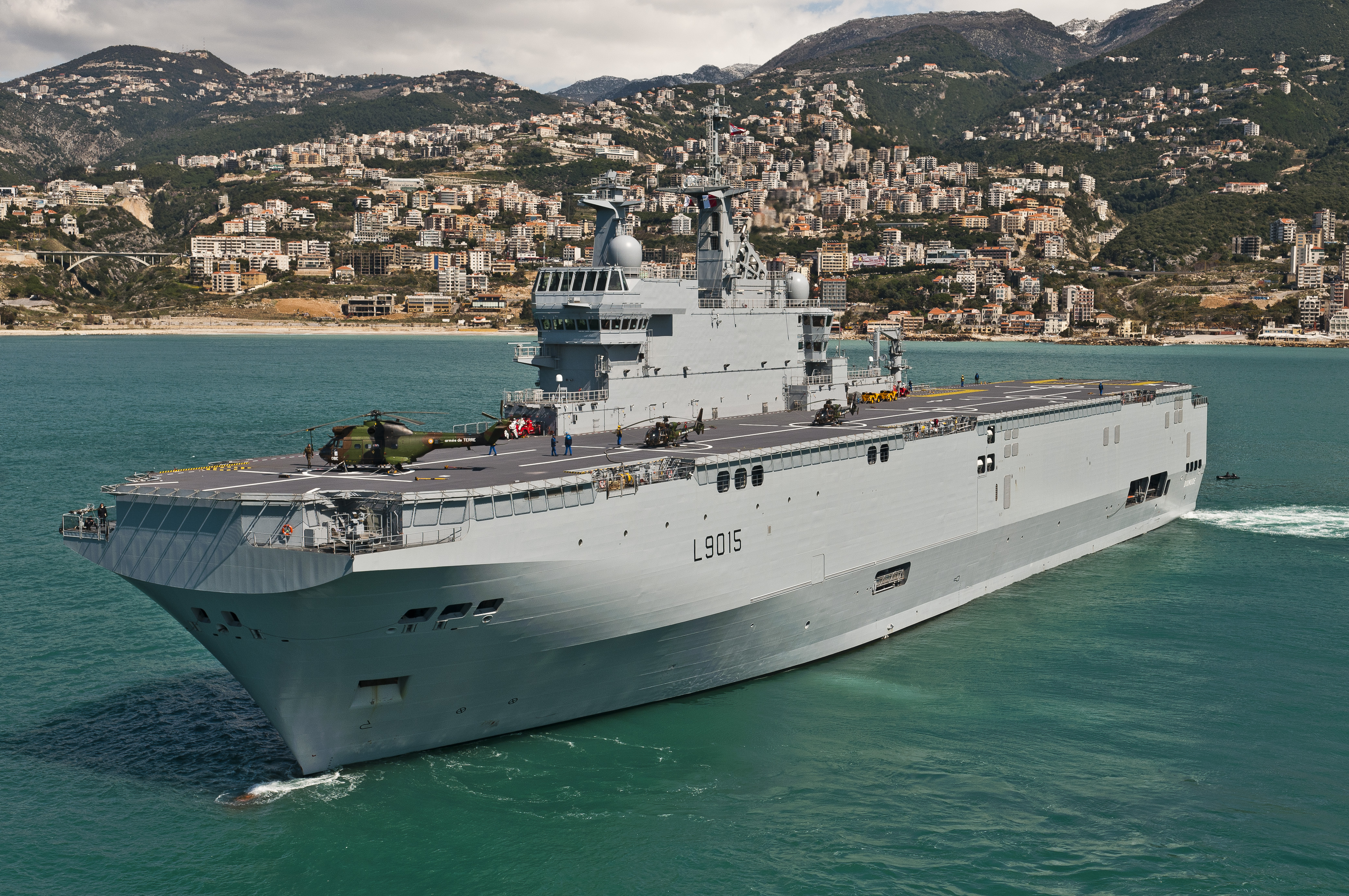
El BPC Dixmude maniobrant a la badia de Jounieh; l'estela de popa és perpendicular al vaixell, indicant l'ús dels seus propulsors d'azimut..

Els avantatges principals són l'eficiència elèctrica, el millor ús de l'espai del vaixell i els costos de manteniment més baixos. Els vaixells amb propulsors d'azimut no necessiten remolcadors per atracar, per bé que encara necessiten remolcadors per maniobrar en llocs difícils.
La propulsió azimutal es pot utilitzar amb avantatge per trencar el gel. Pot orientar l'hèlix cap al gel, i en marxa enrere s'atura el flux de trossos de gel dins l'aigua. Un exemple és el Mastera, un petrolier amb alt certificat per a gel.

## Ús
Dos dels creuers més coneguts i més gran amb sistema de propulsió pod, el  Queen Mary 2 (lloc en servei en 2004) i el  Freedom of the Seas (posat en servei en 2006).
El vaixell de recerca alemany Maria S. Merian té dues unitats azimutals, que permeten un posicionament dinàmic molt bo en el treball científic. Fins i tot en els grans vaixells de guerra, tals com el Juan Carlos I (L61) de l'Armada Espanyola, llanxes de desembarcament o portahelicòpters com els vaixells de la classe Mistral .
Aquest característic propulsor s'instal·la també en remolcadors que s'utilitzen per a maniobres de remolc en port i zones costaneres, serveis de remolc en alta mar, serveis contra incendis amb bomba d'aigua-escuma, treballs de lluita anti-pol·lució amb pulverització de dispersants, treballs de salvament i treballs de recollida d'hidrocarburs.